# Michio Ashikaga
Michio Ashikaga (Prefectura d'Akita, Japó, 22 de maig de 1950), és un exfutbolista japonès.

## Selecció japonesa
Michio Ashikaga va disputar set partits amb la selecció japonesa.